# Eureka Creek (Delta River)
Der Eureka Creek ist ein 35 Kilometer langer linker Nebenfluss des Delta River im US-Bundesstaat Alaska.

## Verlauf
Der Eureka Creek wird vom Eureka-Gletscher auf einer Höhe von etwa 1100 m an der Südflanke der nördlichen Alaskakette gespeist. Der Eureka Creek strömt in östlicher Richtung entlang dem Fuß der Berge. Dabei mündet ein gletschergespeister namenloser Fluss linksseitig in den Fluss. Dieser trifft schließlich auf den Delta River.